# Finnisch-osttimoresische Beziehungen
Die finnisch-osttimoresischen Beziehungen beschreiben das zwischenstaatliche Verhältnis von Finnland und Osttimor.

## Geschichte
Mit der East Timor Group of Committee of 100 gab es in Finnland eine Nichtregierungsorganisation, die sich für die Unabhängigkeit Osttimors von Indonesien einsetzte. In den 1990er Jahren besetzten osttimoresische Unabhängigkeitsaktivisten friedlich die finnische Botschaft in Jakarta.
Die Anerkennung Osttimors durch Finnland erfolgte am Tag der Entlassung des südostasiatischen Landes in die Unabhängigkeit am 20. Mai 2002. Diplomatische Beziehungen wurden am 20. Juni aufgenommen.
Im Juni 2010 besuchte Osttimors Finanzministerin Emília Pires Finnland auf Einladung des finnischen Außenministers. Sie nahm an einem Symposium zur „kohärenten Entwicklungszusammenarbeit“ teil. Pires nutzte die Gelegenheit, der Regierung und den Menschen in Finnland für ihre anhaltende Unterstützung und Freundschaft mit Osttimor zu danken, so bei den Themen Menschenrechte, Armutsbekämpfung und insbesondere Behinderte.

## Diplomatie

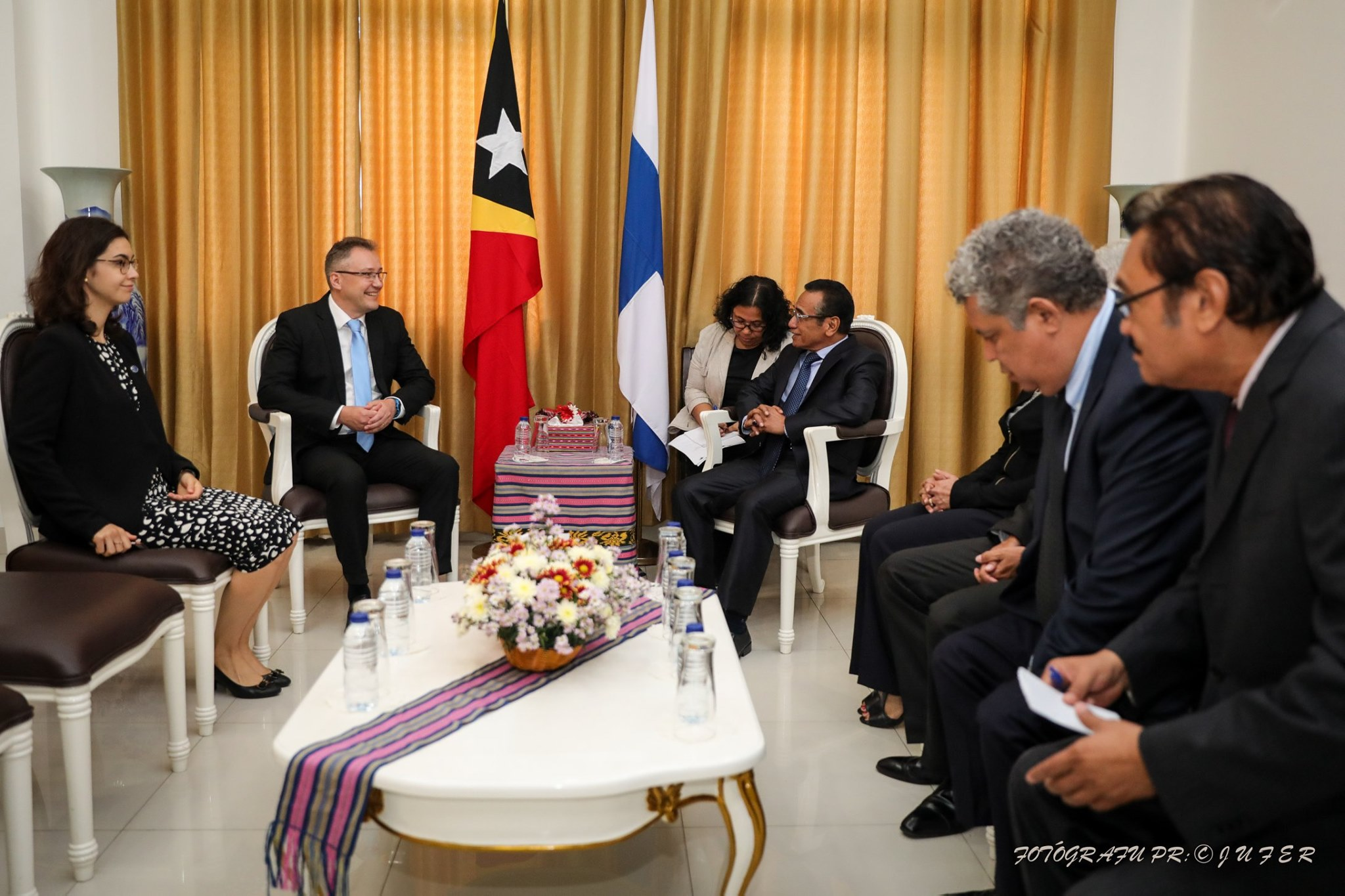
Botschafter Jari Sinkari bei der Übergabe seiner Akkreditierung an Präsident Francisco Guterres (2019)

Osttimor unterhält keine diplomatische Vertretung in Finnland. Zuständig ist der osttimoresische Botschafter in Brüssel.
Finnland verfügen über keine diplomatische Vertretung in Osttimor. Zuständig ist die Botschaft im indonesischen Jakarta.

## Entwicklungshilfe

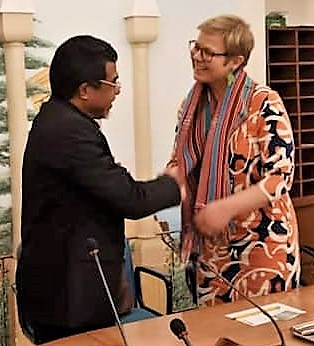
Osttimors Staatssekretär für Umwelt Demétrio do Amaral de Carvalho und die finnische Umweltministerin Krista Mikkonen in Rom (2019)

Zwischen Finnland und Osttimor besteht eine Kooperationsvereinbarung zur Entwicklung der Zivilgesellschaft in Osttimor und der Bekämpfung der Armut. Die Vereinbarung schließt die Bereiche Menschenrechte und Demokratieentwicklung, Steigerung des wirtschaftlichen Austausches und Verminderung der Armut, Prävention von Umweltbedrohungen, Unterstützung der Gleichstellung der Geschlechter und von behinderten Menschen und die Stärkung der kulturellen Identität ein. Seit 2005 gehört dazu auch der Ausbau der Beziehungen zwischen Finnland und Osttimor und der Kontakt der Menschen beider Länder. Mindestens 50 % der Projekte sind außerhalb Osttimors Landeshauptstadt Dili angesiedelt, um auch den ländlichen Raum zu entwickeln.
Der finnische Local Cooperation Fund (LCF) unterstützt zusätzlich lokale Organisationen bei Kleinprojekten für kulturelle und gesellschaftliche Aktivitäten.
Das 2007 zweite Gebäude des Medienunternehmens Suara Timor Lorosa’e Corporation wurde von Finnland finanziert und trägt daher den Namen Uuistallo News House. 46 weitere Organisationen erhielten in Osttimor von Finnland Hilfen: Timor Aid & Liberta, Khadalak Media Group, Max Sthall, Forum Komunikasi, Yayasan HAK, UNTAET,  Tour to Finland, die Gemeinde Manufahi, Truth, Fokupers, Centro Feto Oecusse, die Salesianerschwestern, La’o Hamutuk, Katilosa, CNIC, Cegeptil,  Haburas, LCF Program, Labour Advocacy, CDEP, ETWE, Sahe Institute, TIDS, INL, JSMP,  PDF Foundation,  Vecom, Vertude, Toha, Halarae, Biahula, Klibur, EPTA,  Mitra, Latara’an, Mauroma, Liona, Externato São José, Roman Luan Foundation, AFB-LDA Group, Labeh Foundation, Haveni Foundation, Gemeinschaft Don Bosco, Peace-Justice, Provedor Office und Rede Feto. Bei der Verteilung arbeitete Finnland eng mit Aurélio Sérgio Cristóvão Guterres zusammen.

## Wirtschaft

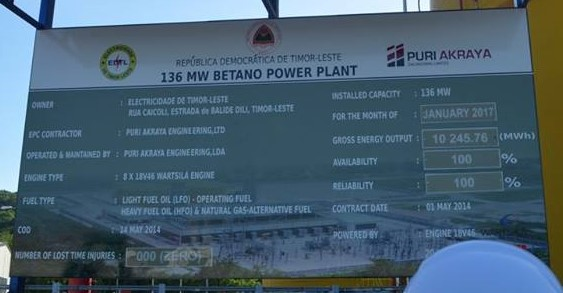
Central Eléctrica de Betano

Die finnische Firma Wärtsilä lieferte für die drei wichtigsten Elektrizitätswerke Osttimors die Generatoren. Wärtsilä betreibt auch mit einem Fünf-Jahres-Vertrag (2017–2022) mit der Electricidade de Timor-Leste (EDTL) das Kraftwerk Hera, das Central Eléctrica de Betano und das Inur-Sacato-Kraftwerk.
2018 registrierte das Statistische Amt Osttimors den Import von medizinischen oder wissenschaftlichen Instrumenten aus Finnland im Wert von 1.036 US-Dollar.

## Einreisebestimmungen
Staatsbürger Osttimors sind von der Visapflicht für die Schengenstaaten befreit.